# Art Lillard
Art Lillard is een Amerikaans drummer, bandleider, componist, arrangeur en tekstschrijver die actief is in de jazz en enkele andere genres. Hij is leider van onder meer de Heavenly Band.
Lillard groeide op in Miami, waar hij onder meer speelde met Ira Sullivan en studeerde bij pianist Wally Cirillo. Hij studeerde bij Karl Berger en studeerde af aan Berklee College of Music in Boston. Sinds 1970 is hij een professioneel drummer. Hij leidde (alleen of met anderen) verschillende bands en speelde mee bij plaatopnames van groepen binnen en buiten de jazz (zoals rock en country & western). Ook componeert en arrangeert hij voor anderen.
Sinds 1987 heeft hij een 13 tot 16 man tellende bigband Heavenly Band, waarmee hij muziek uit verschillende genres speelt, van swing tot en met bossanova. In 2006 verscheen van deze band een eerste album. Andere groepen van Lillard zijn onder meer de swingband Blue Heaven en een sextet dat dixieland, swing en blues speelt, The Ninth Street Stompers. 

## Discografie

### Heavenly Band
- Reasons to Be Thankful, Summit Records, 2006